# Charles de Chassiron

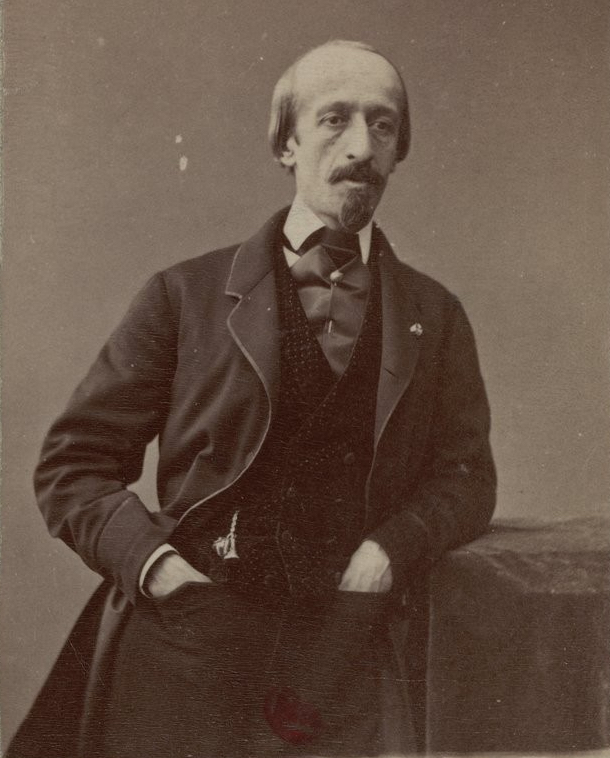
Charles de Chassiron, por Nadar.

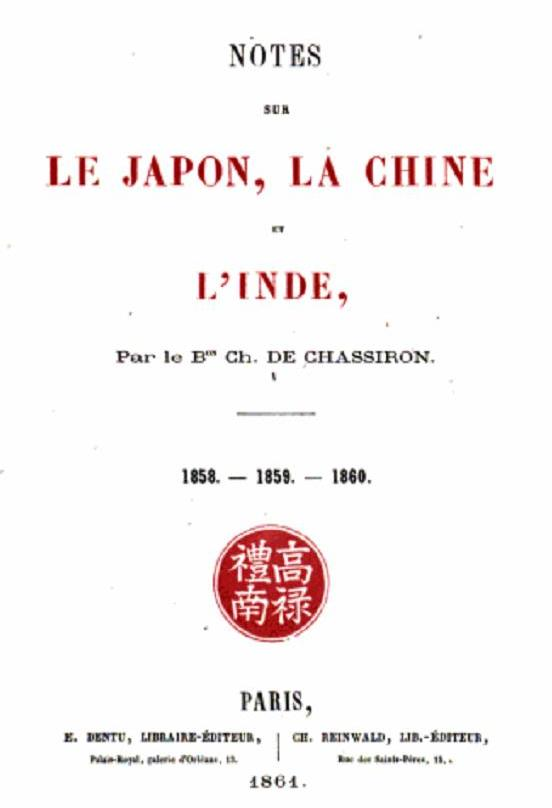
Notes sur le Japon la Chine et l'Inde: 1858-1859-1860, por Charles de Chassiron, 1861.

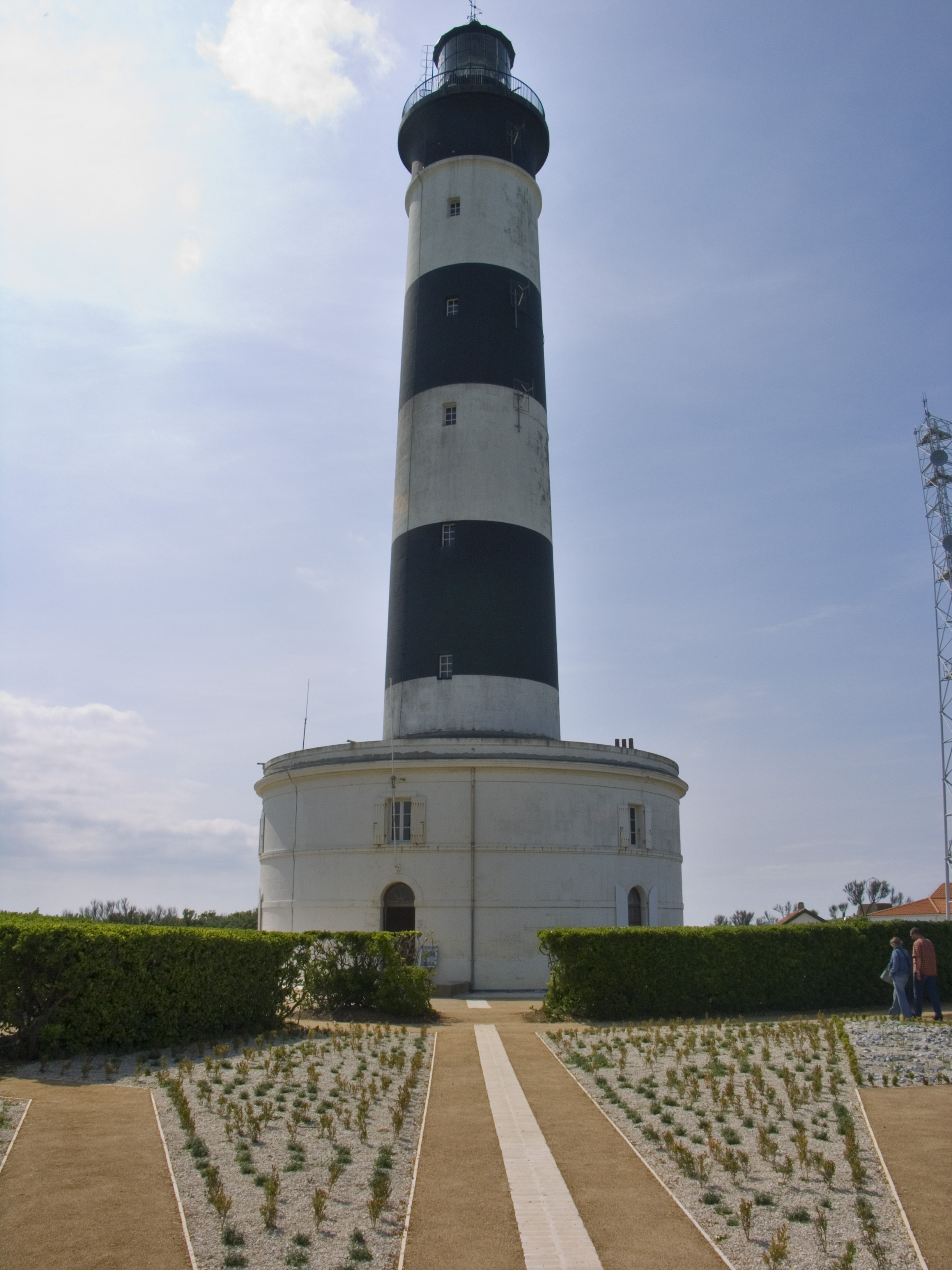
El faro Chassiron en Isla de Oleron.

Barón Charles Gustave Martin de Chassiron (1818-1871) fue un diplomático francés del siglo XIX. Viajó a China y Japón como uno del dos Attachés de la Embajada francesa bajo el mando de Jean Baptiste Louis Gros, con el título de "Detaché extraordinaire en Chine et au Japon" de 1858 a 1860, junto con el marqués Alfred de Moges.
Chassiron escribió un cuento de sus viajes Note sur le Japon, la Chine et l'Inde: 1858-1859-1860.

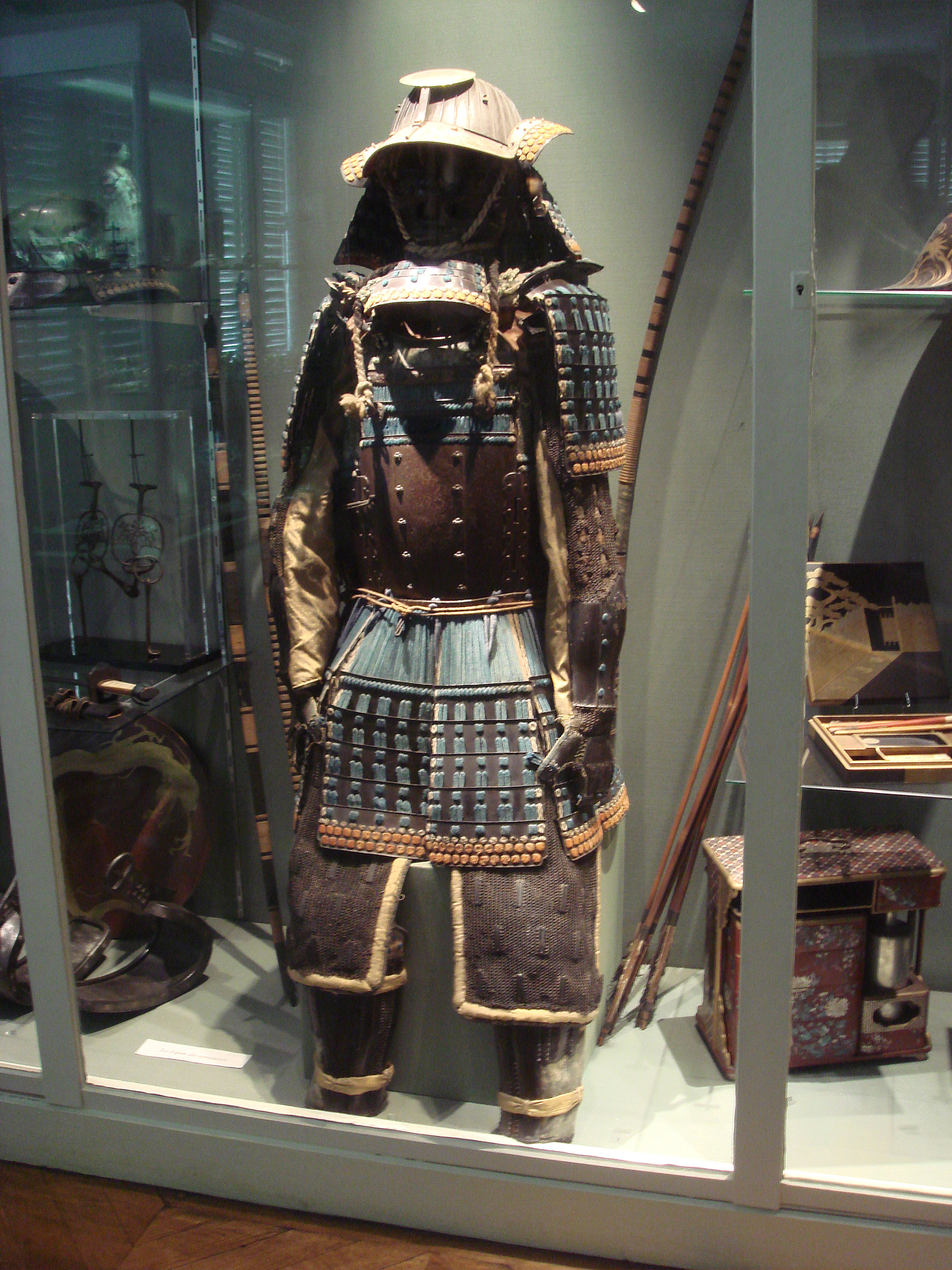
Artefactos japoneses de la colección Chassiron en el Museo Orbigny-Bernon, La Rochelle.

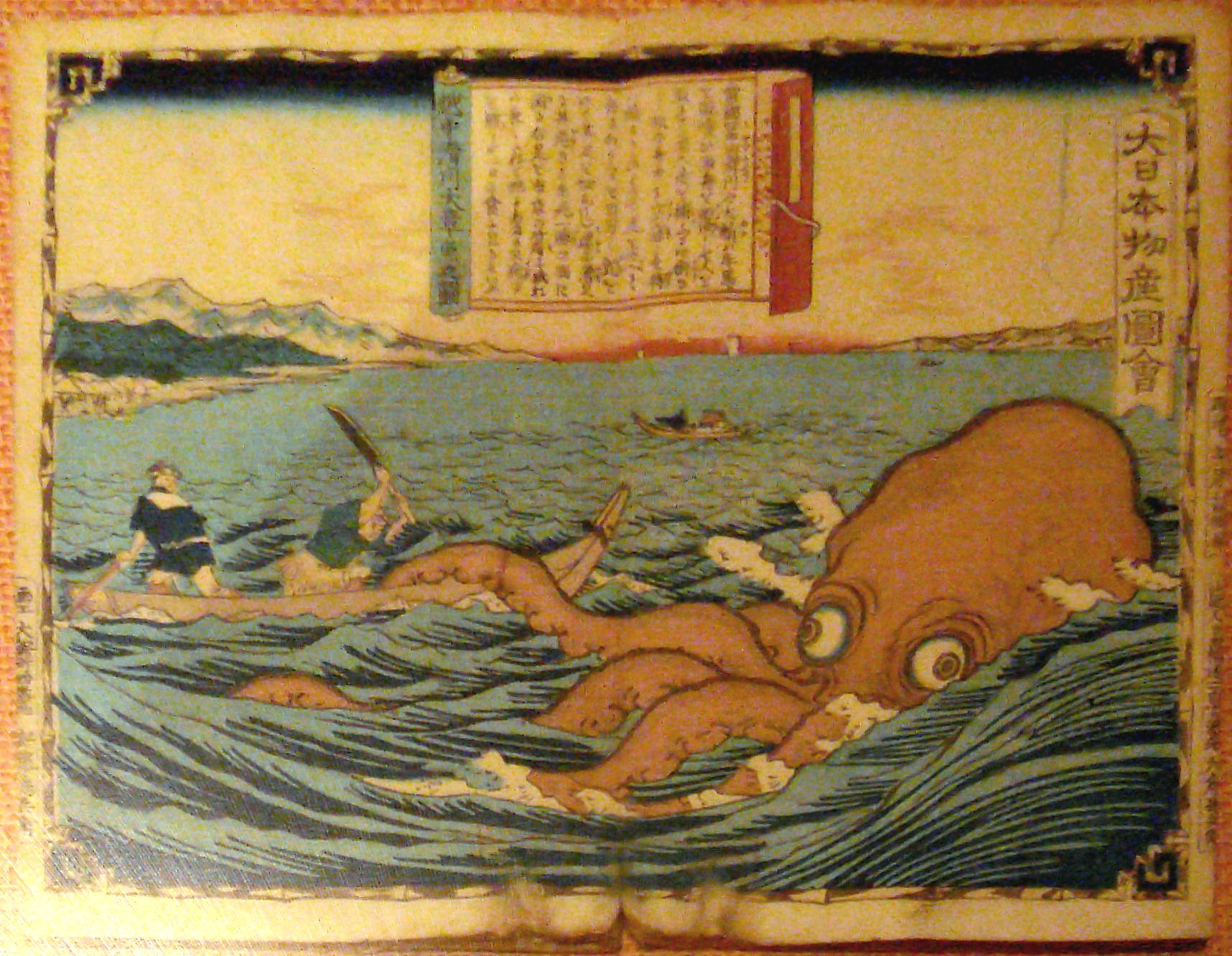
Impresión japonesa de la colección Chassiron.

Durante sus viajes, Chassiron construyó una gran colección de artefactos japoneses y chinos que hoy se exhiben en el Museo Orbigny-Bernon en La Rochelle.
El faro Chassiron (Phare de Chassiron) en el consejo del norte de Isla de Oleron fue nombrado en su honor póstumamente. 
Fue el primer esposo de la Princesa Caroline Laetitia Murat (primogénita del príncipe Napoleón Lucien Charles Murat, nieto de Carolina Bonaparte): se casó en París, el 6 de junio de 1850. Tuvieron un hijo, Guy de Chassiron (1863-1932). Después de que su muerte su viuda se volvió a casar ese mismo año con el millonario británico, John Lewis Garden, y tuvieron dos hijas.

## Obras
- Aperçu Pittoresque de la Régence de Túnez
- Notes sur le Japon, la Chine et l'Inde 1858-1859-1860